# 宮崎重次
宮崎 重次（みやざき しげつぐ、天正8年（1580年） - 正保元年2月14日（1644年3月22日））は、安土桃山時代から江戸時代にかけての旗本。徳川家康・徳川秀忠に仕えた。通称は庄次郎、半兵衛。父は宮崎泰重、母は佐々木正重の娘。

## 生涯
『寛政重修諸家譜』によれば、宮崎氏は日向国宮崎郡の藤原氏で、戦国時代に甲斐の武田氏に仕え、信濃国伊那郡座光寺村（現・長野県飯田市）を領した。祖父の宮崎泰景は武田氏滅亡後、徳川家康に仕え、関東移封に従い、武蔵国多摩郡車返村（現・東京都府中市）周辺に280石を拝領した。
慶長4年（1599年）11月、徳川家康に拝謁する。父の遺跡を継ぎ、後に徳川秀忠に仕え大番に列する。慶長5年（1600年）9月、関ヶ原の戦いの一環としておこなわれた、上田城攻めに参陣する。
慶長6年（1601年）、40石加増の上、信濃国伊那郡駒場（現・下伊那郡阿智村）に本領を移され、材木奉行を務める。
元和元年（1615年）の大坂夏の陣に出陣し、枚方方面にて敵に備える。
寛永4年（1627年）三河国・遠江国内にて代官を務める。
正保元年（1644年）2月14日に死去。法名は宗円。自ら建立した信濃国向関村（現・阿智村）宗円寺に葬られる。